# Alex Belzile
Alexandre "Alex" Belzile, född 31 augusti 1991, är en kanadensisk professionell ishockeyforward som är kontrakterad till Montreal Canadiens i National Hockey League (NHL) och spelar för Rocket de Laval i American Hockey League (AHL).
Han har tidigare spelat för Hamilton Bulldogs och San Antonio Rampage i AHL; Gwinnett Gladiators, Alaska Aces, Idaho Steelheads, Fort Wayne Komets och Colorado Eagles i ECHL samt Océanic de Rimouski i Ligue de hockey junior majeur du Québec (LHJMQ).
Belzile blev aldrig NHL-draftad.

## Statistik
| Källa: Utv = Utvisningsminuter Uppdaterad: 2023-05-21 | Källa: Utv = Utvisningsminuter Uppdaterad: 2023-05-21 | Källa: Utv = Utvisningsminuter Uppdaterad: 2023-05-21 |                           | Grundserie                | Grundserie                | Grundserie                | Grundserie                | Grundserie                |                           | Slutspel                  | Slutspel                  | Slutspel                  | Slutspel                  | Slutspel |
| Säsong                                                | Lag                                                   | Liga                                                  | Matcher                   | Mål                       | Assists                   | Poäng                     | Utv                       | Matcher                   | Mål                       | Assists                   | Poäng                     | Utv                       |                           |          |
| ----------------------------------------------------- | ----------------------------------------------------- | ----------------------------------------------------- | ------------------------- | ------------------------- | ------------------------- | ------------------------- | ------------------------- | ------------------------- | ------------------------- | ------------------------- | ------------------------- | ------------------------- | ------------------------- | -------- |
| 2008–2009                                             | Albatros du Collège Notre-Dame                        | LHMAAAQ                                               | Statistik ej tillgänglig. | Statistik ej tillgänglig. | Statistik ej tillgänglig. | Statistik ej tillgänglig. | Statistik ej tillgänglig. | Statistik ej tillgänglig. | Statistik ej tillgänglig. | Statistik ej tillgänglig. | Statistik ej tillgänglig. | Statistik ej tillgänglig. | Statistik ej tillgänglig. |          |
| 2009–2010                                             | Cougars du Collège Champlain                          | LHJAAAQ                                               | 33                        | 14                        | 26                        | 40                        | 62                        | —                         | —                         | —                         | —                         | —                         |                           |          |
|                                                       | Océanic de Rimouski                                   | LHJMQ                                                 | 31                        | 10                        | 24                        | 34                        | 20                        | 12                        | 7                         | 4                         | 11                        | 14                        |                           |          |
| 2010–2011                                             | Océanic de Rimouski                                   | LHJMQ                                                 | 64                        | 27                        | 40                        | 67                        | 78                        | 5                         | 2                         | 5                         | 7                         | 6                         |                           |          |
| 2011–2012                                             | Océanic de Rimouski                                   | LHJMQ                                                 | 63                        | 22                        | 70                        | 92                        | 85                        | 21                        | 6                         | 8                         | 24                        | 28                        |                           |          |
| 2012–2013                                             | Gwinnett Gladiators                                   | ECHL                                                  | 40                        | 10                        | 20                        | 30                        | 36                        | 4                         | 0                         | 2                         | 2                         | 2                         |                           |          |
|                                                       | Hamilton Bulldogs                                     | AHL                                                   | 14                        | 3                         | 5                         | 8                         | 11                        | —                         | —                         | —                         | —                         | —                         |                           |          |
| 2013–2014                                             | Gwinnett Gladiators                                   | ECHL                                                  | 3                         | 0                         | 0                         | 0                         | 8                         | —                         | —                         | —                         | —                         | —                         |                           |          |
|                                                       | Alaska Aces                                           | ECHL                                                  | 16                        | 4                         | 8                         | 12                        | 0                         | 18                        | 3                         | 7                         | 10                        | 18                        |                           |          |
| 2014–2015                                             | Idaho Steelheads                                      | ECHL                                                  | 63                        | 28                        | 41                        | 69                        | 113                       | 6                         | 1                         | 1                         | 2                         | 4                         |                           |          |
| 2015–2016                                             | San Antonio Rampage                                   | AHL                                                   | 25                        | 6                         | 4                         | 10                        | 10                        | —                         | —                         | —                         | —                         | —                         |                           |          |
|                                                       | Fort Wayne Komets                                     | ECHL                                                  | 29                        | 10                        | 21                        | 31                        | 34                        | 16                        | 6                         | 10                        | 16                        | 20                        |                           |          |
| 2016–2017                                             | San Antonio Rampage                                   | AHL                                                   | 45                        | 5                         | 7                         | 12                        | 39                        | —                         | —                         | —                         | —                         | —                         |                           |          |
|                                                       | Colorado Eagles                                       | ECHL                                                  | 17                        | 10                        | 17                        | 27                        | 18                        | 18                        | 14                        | 12                        | 26                        | 38                        |                           |          |
| 2017–2018                                             | San Antonio Rampage                                   | AHL                                                   | 61                        | 14                        | 20                        | 34                        | 63                        | —                         | —                         | —                         | —                         | —                         |                           |          |
| 2018–2019                                             | Rocket de Laval                                       | AHL                                                   | 74                        | 19                        | 35                        | 54                        | 80                        | —                         | —                         | —                         | —                         | —                         |                           |          |
| 2019–2020                                             | Montreal Canadiens                                    | NHL                                                   | —                         | —                         | —                         | —                         | —                         | 6                         | 0                         | 1                         | 1                         | 0                         |                           |          |
|                                                       | Rocket de Laval                                       | AHL                                                   | 20                        | 7                         | 7                         | 14                        | 30                        | —                         | —                         | —                         | —                         | —                         |                           |          |
| 2020–2021                                             | Montreal Canadiens                                    | NHL                                                   | 2                         | 0                         | 1                         | 1                         | 0                         | —                         | —                         | —                         | —                         | —                         |                           |          |
|                                                       | Rocket de Laval                                       | AHL                                                   | 17                        | 4                         | 10                        | 14                        | 39                        | —                         | —                         | —                         | —                         | —                         |                           |          |
| 2021–2022                                             | Montreal Canadiens                                    | NHL                                                   | 11                        | 0                         | 0                         | 0                         | 4                         | —                         | —                         | —                         | —                         | —                         |                           |          |
|                                                       | Rocket de Laval                                       | AHL                                                   | 32                        | 10                        | 12                        | 22                        | 23                        | 15                        | 5                         | 4                         | 9                         | 44                        |                           |          |
| 2022–2023                                             | Montreal Canadiens                                    | NHL                                                   | 31                        | 6                         | 8                         | 14                        | 13                        | —                         | —                         | —                         | —                         | —                         |                           |          |
|                                                       | Rocket de Laval                                       | AHL                                                   | 31                        | 14                        | 12                        | 26                        | 29                        | —                         | —                         | —                         | —                         | —                         |                           |          |
| NHL totalt                                            | NHL totalt                                            | NHL totalt                                            | 44                        | 6                         | 9                         | 15                        | 17                        | 6                         | 0                         | 1                         | 1                         | 0                         |                           |          |
| AHL totalt                                            | AHL totalt                                            | AHL totalt                                            | 319                       | 82                        | 112                       | 194                       | 324                       | 15                        | 5                         | 4                         | 9                         | 44                        |                           |          |
| ECHL totalt                                           | ECHL totalt                                           | ECHL totalt                                           | 168                       | 62                        | 107                       | 169                       | 209                       | 62                        | 24                        | 32                        | 56                        | 82                        |                           |          |
| LHJMQ totalt                                          | LHJMQ totalt                                          | LHJMQ totalt                                          | 158                       | 59                        | 134                       | 193                       | 183                       | 38                        | 15                        | 27                        | 42                        | 48                        |                           |          |